# Leenvertaling
Een leenvertaling is een woord, uitdrukking of zegswijze, die in vertaalde vorm aan een andere taal is ontleend, met behoud van de constructie van het oorspronkelijke woord of van de oorspronkelijke woorden.

## Voorbeelden

### Woorden
- verstandskies, van dens sapientiae (Latijn)
- driehoek, van triangulum (Latijn)
- tijdverdrijf, van passe-temps (Frans)
- zelfmoord, van Selbstmord (Duits)
- kettingroker, van chain smoker (Engels)
- wolkenkrabber, van sky scraper (Engels)

### Zegswijzen
- Vlaams: 'Op beide oren slapen' < Frans Dormir sur ses deux oreilles (gerustgesteld zijn)
- Vlaams: 'U kunt beschikken' < Frans Vous pouvez disposer ('U kunt gaan', bijvoorbeeld na een politieverhoor)

### Morfologische barbarismen
Een speciale categorie zijn morfologische barbarismen, waarbij een onverbogen adjectief zonder spatie aan een substantief wordt gekoppeld. Voorbeelden zijn:
- hoogbouw (in plaats van hoge bouw of hoge bebouwing) < Duits Hochbau,
- hoogspanning (in plaats van hoge spanning) < Duits Hochspannung.

Leenvertalingen worden meestal niet als vertaling herkend, omdat de onderdelen Nederlandstalig zijn.